# Liliane Ackermann
Liliane Aimée Ackermann (nascuda Weil) (Estrasburg, 3 de setembre de 1938 – 3 de febrer de 2007) va ser una microbiòloga francesa, pionera de la Comunitat jueva, dirigent, escriptora i conferenciant.

## Biografia
Va néixer a Estrasburg, França, filla de Lucien Weil i Béatrice Haas. Durant la Segona Guerra Mundial la seva família es va refugiar a Voiron, Isère. Es van quedar allà fins al 1956, quan van tornar a Estrasburg.
Després del batxillerat, l'any 1956, va estudiar a la Facultat de Ciències, a la Universitat Louis Pasteur d'Estrasburg, on va obtenir el seu primer Ph.D. (en Microbiologia), l'any 1974. Més tard va obtenir un segon Ph.D., a la Université d'Estrasburg (en Humanitats), l'any 1999.
Es va casar amb Henri Ackermann, un dentista i activista comunitari, l'any 1959. Van tenir set fills: Théo, Jacqui, Anne, Raoul, Eric, Charles i Marc. Henri i Liliane Ackermann van formar un equip durant gairebé mig segle.
De 1956 a 2007 va ensenyar a Estrasburg als nivells elementals i secundaris, però també a adults, en educació jueva. Va ensenyar també a immigrants russos d'Alemanya. En paral·lel, de 1976 a 1996, va donar conferències a la Universitat Louis Pasteur sobre bioquímica i microbiologia.
El matrimoni es va fer càrrec l'any 1972 del Moviment juvenil "Yeshurun" [en francès escrit "Yechouroun"], un grup religiós nacional actiu tot l'any, i amb campaments d'hivern i d'estiu. Un nombre gran de dirigents jueus es va formar allà. Entre ells, René Gutman, Rabí en Cap del Bas-Rhin, Gilles Bernheim, Rabí en Cap de la Sinagoga de la Ruda de la Victoire de París, Rabí en Cap de França de l'1 de gener de 2009 a l'11 d'abril de 2013, i molts altres.
L'1 de febrer de 2009, a la seva presa de càrrec com a Rabí en Cap de França, Gilles Bernheim va recordar en el seu discurs na Liliane Ackermann: "vull expressar el que dec als dirigents del moviment de joventut Yechouroun d'on provinc. Théo i Edith Klein de memòria beneïda, Liliane Ackermann de memòria beneïda i l'amic tan proper a mi, Henri Ackermann."
Es va implicar en l'ajuda als minusvàlids, les dones amb problemes i els ancians. A Estrasburg, la seva casa era el lloc on anar a trobar consell consell i encoratjament, però també aprenentatge seriós a tots els nivells.
Va ser una científica per formació però també era una artista acomplerta: el violí i el piano eren els seus instruments favorits i tenia passió pel dibuix.
Poc habitual en dones, a qualsevol lloc, però particularment a França, va aprendre del seu propi Talmud Babiloni, continuant després amb l'estudi del Talmud de Jerusalem.

### Una reunió amb el President de França
Al Palais de l'Elysée de París, va trobar-se amb el President de França, Valéry Giscard d'Estaing, es va presentar llistant les seves credencials, i va concloure: "i també educo els meus 7 fills!".

### Mort
A l'edat de 68, va morir a Estrasburg el 3 de febrer de 2007.